# Level Up! Games
Level Up Games es una empresa distribuidora de juegos online que nació en Filipinas en el año 2002. Posteriormente fue expandiéndose por la India,  Brasil (tiene presencia desde el año 2004 asociada a la empresa brasileña Tec Toy) e Hispanoamérica, en este último tiene presencia desde el año 2012.

## Juegos licenciados para la empresa

### Brasil
- City of Heroes
- City of Villains
- Dofus
- Grand chase
- Guild Wars
- GunZ The Duel (Gunz Online)
- Lineage II
- Ragnarok Online
- Rising Force Online
- Silkroad Online
- Perfect World (MMORPG)
- Dungeon Runners
- Trickster
- Lunia

Entre estos juegos, solamente Dofus, Ragnarok Online, RF online, Grand Chase, Perfect World, The Duel, Lunia e Maple Story possen servidores nacionales. En los demás el jugador deberá pagar una tasa para jugar en servidores internacionales.

### Filipinas
- Perfect World
- Freestyle
- Ragnarok Online
- Flyff
- RF Online
- Silkroad Online
- Khan Online
- Freestyle Online
- Pangya
- Ragnarok Battle Offline
- ROSE Online
- Hyper Relay
- Oz World
- Ragnarok Online 2: The Gate of the World
- GunZ The Duel

### Hispanoamérica
- Forsaken (videojuego de 2013) (Cerrado)
- Assault Fire (Cerrado)
- Hex
- Smite